# Statua Chrystusa Zbawiciela w Rio de Janeiro

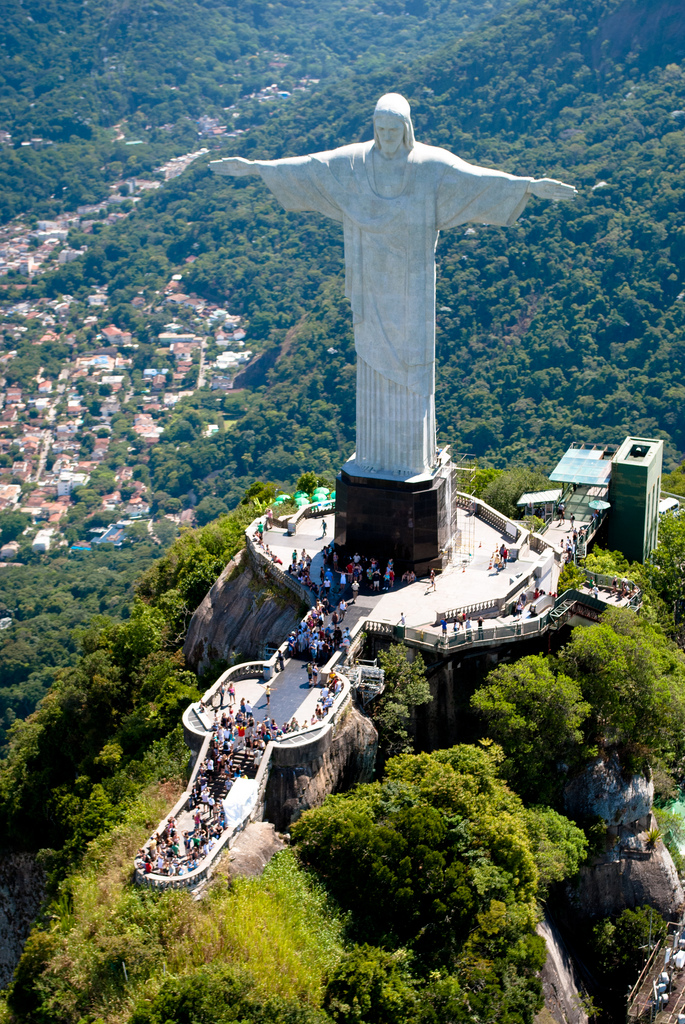
Widok na pomnik z lotu ptaka

Statua Chrystusa Zbawiciela (port. Cristo Redentor = „Chrystus Odkupiciel”) – 38-metrowy pomnik Jezusa Chrystusa wzniesiony na szczycie granitowej góry Corcovado w Rio de Janeiro w Brazylii. Statua jest jednym z symboli Rio oraz imponującym i charakterystycznym obiektem w tym mieście.

## Historia
W 1921 r. rozpoczęła się zbiórka pieniędzy na budowę pomnika, który miał upamiętnić setną rocznicę niepodległości Brazylii. Rozważano kilka projektów, między innymi gigantyczny krzyż czy postać Boga z kulą ziemską w dłoni. Ostatecznie wybrano pomysł Hektora da Silvy, którego olbrzymia statua Chrystusa z rozpostartymi ramionami obejmującymi zarówno miasto jak i witająca przybywających gości od morza spodobała się najbardziej. Pieniądze zebrano w kościołach całej Brazylii. Sam pomnik został zaprojektowany przez brazylijskiego architekta Heitora da Silva Costa oraz francuskiego rzeźbiarza polskiego pochodzenia Paula Landowskiego.
Autorem głowy posągu jest rumuński rzeźbiarz Gheorghe Leonida. Odkryto to pod koniec XX wieku dzięki rozmowom z rumuńskimi emigrantami w Brazylii, a potwierdził profesor Atico da Mota w pracy Brasilia e Romenia Pontes Culturais. Informacje te potwierdzili również potomkowie siostry rzeźbiarza.
Rzeźbę zbudowano we Francji i przewieziono do Rio de Janeiro, a przed umieszczeniem na szczycie wzgórza obłożono steatytem. Odsłonięcie nastąpiło 12 października 1931 r. Dokonał tego projektant oświetlenia pomnika Guglielmo Marconi, który włączył je z jachtu przycumowanego w porcie we włoskiej Genui. Uroczystość tę powtarzano jeszcze dwa razy. Za drugim razem gdy zainstalowano nowe oświetlenie, włączenia dokonał papież Paweł VI, a za trzecim z okazji 50. rocznicy budowy 12 października 1981 uświetnił włączeniem papież Jan Paweł II. W 1980 roku, przed pielgrzymką do Rio papieża Jana Pawła II, umyto figurę Chrystusa.

## Liczby
Statua mierzy 30 metrów wysokości i jest postawiona na 8-metrowym cokole. Głowa ma 3,5 metra wysokości, a odległość między końcami palców rąk wynosi 28 metrów.
Do pomnika można dotrzeć drogą lub kolejką zębatą. Ze stacji kolejki do punktu obserwacyjnego u stóp pomnika można dojść schodami o 222 stopniach, dojechać windą lub schodami ruchomymi.

## Jeden z cudów świata

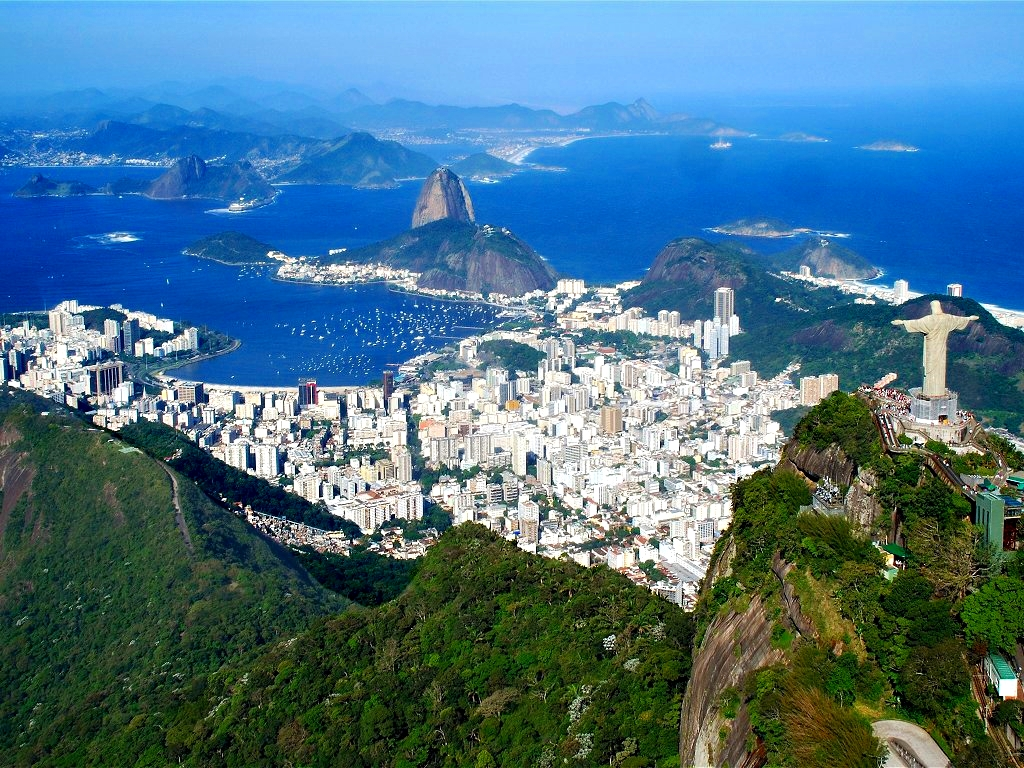
Widok z góry Corcovado na Rio de Janeiro

7 lipca 2007 obiekt został ogłoszony jednym z siedmiu nowych cudów świata, jednak UNESCO jednoznacznie zdystansowała się od tego projektu, oświadczając iż „Lista siedmiu nowych cudów świata będzie tworem prywatnej inicjatywy, który w żaden istotny i trwały sposób nie wpłynie na zachowanie wybranych obiektów”. Kontrowersje może także wzbudzać fakt mobilizowania w wielu krajach do głosowania swoich mieszkańców.